# Inkulpat
Inkulpat (Angeschuldigter oder Beschuldigter, aus spätlateinisch inculpare „beschuldigen“) hieß der wegen eines schweren Vergehens Beschuldigte im Inquisitionsprozess vor Beginn des Verhörs. Nach Abschluss des Ermittlungsverfahrens heißt der Beschuldigte während des eigentlichen Prozesses Inquisit.
Die Begriffe Inkulpat und Inquisit waren später auch in der normalen Gerichtsbarkeit üblich und finden sich noch im Sprachgebrauch des 19. Jahrhunderts.
Bis Anfang des 20. Jahrhunderts gehörte auch der Gegenbegriff zu inkulpieren, nämlich exkulpieren für „entschuldigen“ oder „sich von Schuld freimachen“, zum allgemeinen, nicht nur juristischen, deutschen Sprachgebrauch.